# الدمن (حزم العدين)

تعديل مصدري - تعديل

الدمن محلة تابعة لقرية الموسطة، التابعة لعزلة بني وائل بمديرية حزم العدين إحدى مديريات محافظة إب في الجمهورية اليمنية، بلغ تعداد سكانها 22 حسب تعداد اليمن لعام 2004.